# Praça Duque de Caxias (Belo Horizonte)
A praça Duque de Caxias encontra-se no bairro de Santa Teresa, em Belo Horizonte. Inaugurada em 1937, denominava-se Praça de Santa Teresa. Recebeu a atual denominação em 1993. Localizada no cruzamento das ruas Marmóre, Estrela do Sul e Tenente Vitorino, é uma praça bem arborizada com muito lazer para toda a família. Ao seu redor encontram-se vários bares e restaurantes, sendo um ponto de encontro de vários boêmios da cidade de Belo Horizonte.
Surgiu nesta bairro o famoso grupo Clube da Esquina, que foi uma mistura mineira que renovou a música brasileira. Na década de 1970 surgiram vários blocos caricatos que participavam do carnaval de rua de Belo Horizonte, dentre os mais famosos os blocos "Os Inocentes de Santa Teresa", "Galãs Mirins" e o "Satã e seus Asseclas" e, até os dias de hoje, os bares ainda guardam lembranças de algumas dessas manifestações culturais.
Na praça está localizada a igreja matriz da Paróquia de Santa Teresa e Santa Teresinha, que deu nome ao bairro.